# Rebekka Habermas
Rebekka Habermas, född 3 juli 1959 i Frankfurt am Main, Hessen, död 21 december 2023 i Göttingen, Niedersachsen, var en tysk historiker. Hon var professor vid Georg-August-Universität Göttingen och dotter till sociologen och filosofen Jürgen Habermas.